# Teh Tarik

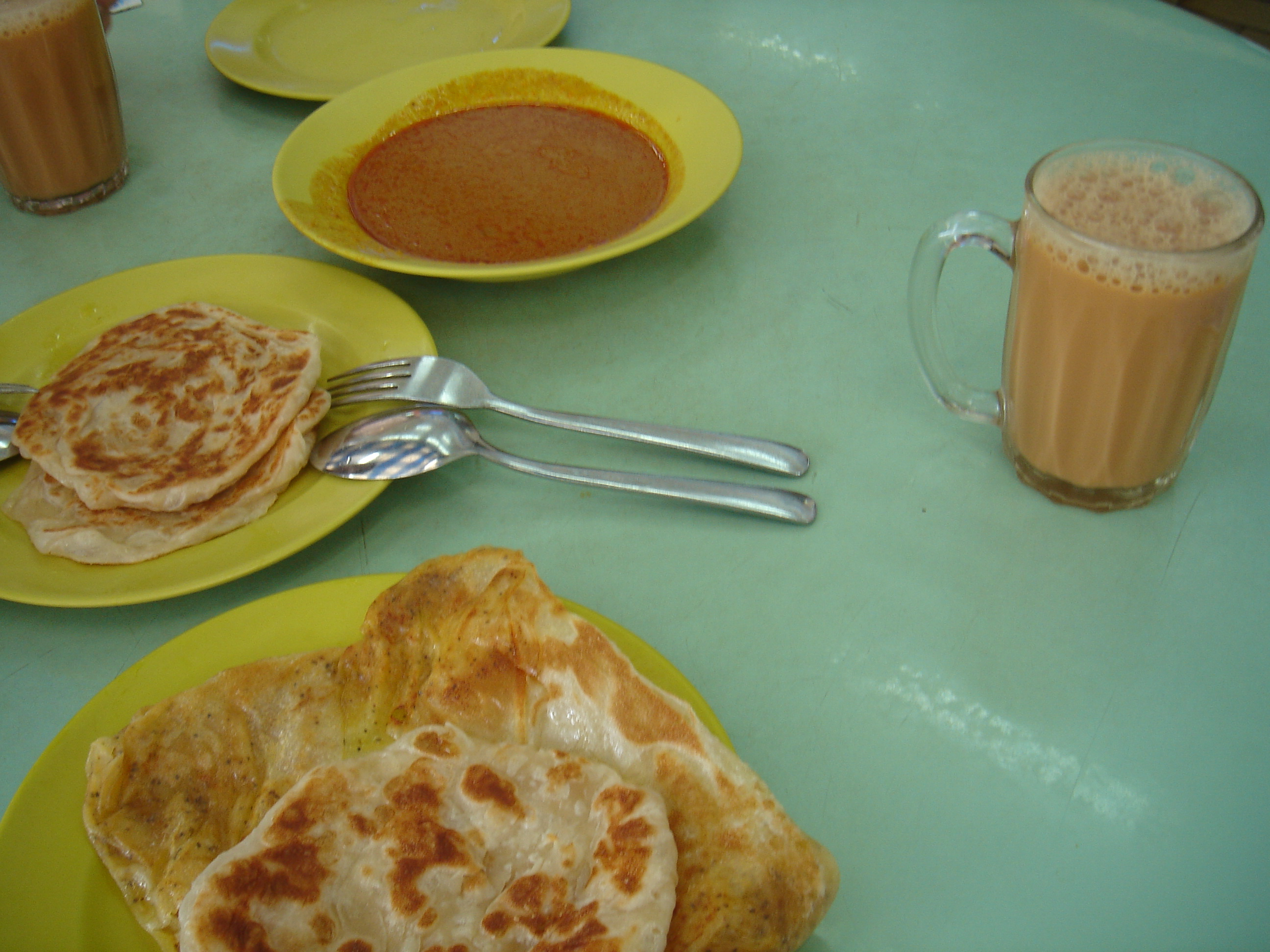
Roti Canai y Teh Tarik.

El Teh Tarik (literalmente "té tirado" o 拉茶 en mandarín) es un tipo de té que puede ser adquirido en restaurantes o puestos callejeros kopitiam o mamak de Malasia, Singapur, Indonesia, y Brunéi. Se suele comparar por regla general con el café cappuccino debido a que se sirve cremoso en su superficie. Los principales ingredientes son el té negro y la leche condensada. El jengibre y el agua se pueden añadir en forma similar al teh halia, o té de jengibre. Es tan popular que se ha convertido de facto en la bebida nacional de Malasia.

## Servir
Este té tiene una técnica especial de servirse, que es la que le da su nombre. Una vez infusionado el té y añadida la leche condensada, se tira varias veces entre dos tazas desde una mano en alto a la otra baja (de forma similar al escanciado de la sidra). De esta forma se crea una capa superior de espuma, se enfría el té a la temperatura de consumo, y se mezcla homogéneamente el té con la leche condensada. Se tiene la creencia de que este método de servir el té mejora su sabor. Se emplea esta misma técnica para el kopi tarik (café tirado), que se sirve de forma similar.
En Malasia hay ocasiones en que los elaboradores del "teh tarik" se reúnen en competiciones para mostrar al público quién lo hace mejor.